# Хестон (Канзас)
Хестон (енгл. Hesston) град је у америчкој савезној држави Канзас.

## Демографија
По попису из 2010. године број становника је 3.709, што је 200 (5,7%) становника више него 2000. године.
| Група             | 2000.         | 2010.         |
| Белци             | 3.272 (93,2%) | 3.347 (90,2%) |
| Афроамериканци    | 52 (1,5%)     | 59 (1,6%)     |
| Азијати           | 29 (0,8%)     | 62 (1,7%)     |
| Хиспаноамериканци | 101 (2,9%)    | 166 (4,5%)    |
| Укупно            | 3.509         | 3.709         |